# Akademie kanonického práva
Akademie kanonického práva je církevní instituce, kterou zřídil brněnský biskup Mons. ThLic. Vojtěch Cikrle v roce 2012. Sídlí v Brně a jejím prezidentem je Mons. Mgr. Karel Orlita. Mezi její hlavní aktivity patří zprostředkování studia kanonického práva na Fakultě práva, kanonického práva a správy Katolické univerzity Jana Pavla II. v Lublinu, které probíhá distančně ve Vranově u Brna a umožňuje získání licenciátu kanonického práva. Od roku 2014 vydává časopis Adnotatio iurisprudentiae. 